# Pietro di Navarra

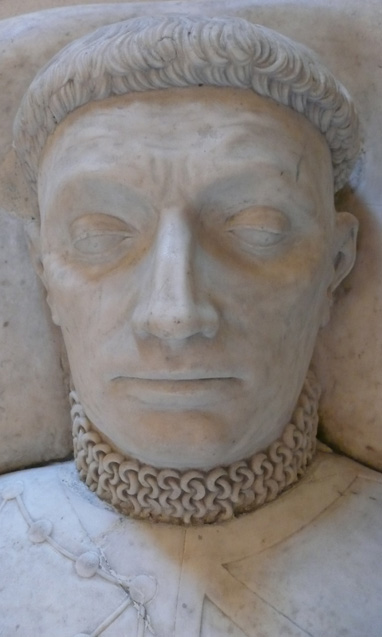
Statua di Pietro di Navarra

Stemma di Pietro di Navarra

Pietro di Navarra (Évreux, 31 marzo 1366 – Nevers, 29 luglio 1412) fu principe di Navarra e conte di Mortain.

## Origine
Era il figlio quartogenito (secondo figlio maschio) del re di Navarra, Carlo II il Malvagio e della principessa della casa reale francese Giovanna di Francia.

## Biografia
Nel 1370, per garantire il buon comportamento di suo padre nei confronti del re di Francia, Pietro assieme al fratello, Carlo fu lasciato come ostaggio alla corte francese di Carlo V dove rimase fino al 1381 e dove divenne compagno inseparabile del futuro re Carlo VI.
Alla morte del padre, il 1º gennaio 1387, suo fratello maggiore Carlo, succedette al padre, come Carlo III, re di Navarra e conte di Évreux.
Pietro fu il Luogotenente del fratello Carlo per i territori che possedeva in Francia.
Nel 1408, il re di Francia, Carlo VI lo insignì del titolo di conte di Mortain.
Nell'agosto del 1411, dopo aver concordato il contratto, il 21 aprile del 1411, nel castello dei duchi d'Alençon, Pietro sposò Caterina d'Alençon (1380-1425), figlia del conte Pietro II d'Alençon, e di Marie Chamaillart, viscontessa di Beaumont-au-Maine.
Dato che il fratello Carlo III, sposato con Eleonora di Castiglia, non aveva eredi maschi, Pietro aspirava alla successione al fratello, ma morì prima del fratello..
Pietro morì, prima di suo fratello, il 29 luglio 1412, a Nevers, nel dipartimento di Nièvre, ricordato dal seguente necrologio: il signore Pietro di Navarra, figlio del re di Navarra, Carlo e conte di Mortaig (dominus Petrus de Navarra domini Karoli quondam regis Navarre filius et comes de Mortaing). Fu tumulato a Parigi, nell'abbazia di Sant'Antonio e poi fu traslato alla certosa di Parigi.

## Discendenza[3][8]
Pietro e Caterina non ebbero alcun figlio.
Ebbe però un figlio illegittimo da una figlia di Pedro Martinez de Peralta rimasta senza nome:
- Pedro Perez de Peralta (?- tra il 1442 e il 1450), signore di Peralta e Andosilla, che sposò Juana de Ezpeleta da cui ebbe due figli.

## Ascendenza
|                        |                       |                        | Genitori                  |  |  | Nonni |  |  | Bisnonni       |  |  | Trisnonni              |  |
|                        |                       |                        |                           |  |  |       |  |  | Luigi d'Évreux |  |  | Filippo III di Francia |  |
|                        |                       |                        |                           |  |  |       |  |  | Luigi d'Évreux |  |  | Filippo III di Francia |  |
|                        |                       | Maria di Brabante      |                           |  |  |       |  |  | Luigi d'Évreux |  |  |                        |  |
| Filippo III di Navarra |                       |                        |                           |  |  |       |  |  | Luigi d'Évreux |  |  |                        |  |
|                        |                       | Margherita d'Artois    | Filippo d'Artois          |  |  |       |  |  |                |  |  |                        |  |
|                        |                       | Margherita d'Artois    | Filippo d'Artois          |  |  |       |  |  |                |  |  |                        |  |
|                        |                       | Margherita d'Artois    | Bianca di Bretagna        |  |  |       |  |  |                |  |  |                        |  |
| Carlo II di Navarra    |                       | Margherita d'Artois    |                           |  |  |       |  |  |                |  |  |                        |  |
|                        |                       | Luigi X di Francia     | Filippo IV di Francia     |  |  |       |  |  |                |  |  |                        |  |
|                        |                       | Luigi X di Francia     | Filippo IV di Francia     |  |  |       |  |  |                |  |  |                        |  |
|                        |                       | Luigi X di Francia     | Giovanna I di Navarra     |  |  |       |  |  |                |  |  |                        |  |
| Giovanna II di Navarra |                       | Luigi X di Francia     |                           |  |  |       |  |  |                |  |  |                        |  |
|                        |                       | Margherita di Borgogna | Roberto II di Borgogna    |  |  |       |  |  |                |  |  |                        |  |
|                        |                       | Margherita di Borgogna | Roberto II di Borgogna    |  |  |       |  |  |                |  |  |                        |  |
|                        |                       | Margherita di Borgogna | Agnese di Francia         |  |  |       |  |  |                |  |  |                        |  |
| Pietro di Navarra      |                       | Margherita di Borgogna |                           |  |  |       |  |  |                |  |  |                        |  |
|                        | Filippo VI di Francia | Carlo di Valois        |                           |  |  |       |  |  |                |  |  |                        |  |
|                        | Filippo VI di Francia | Carlo di Valois        |                           |  |  |       |  |  |                |  |  |                        |  |
|                        | Filippo VI di Francia | Margherita d'Angiò     |                           |  |  |       |  |  |                |  |  |                        |  |
| Giovanni II di Francia | Filippo VI di Francia |                        |                           |  |  |       |  |  |                |  |  |                        |  |
|                        |                       | Giovanna di Borgogna   | Roberto II di Borgogna    |  |  |       |  |  |                |  |  |                        |  |
|                        |                       | Giovanna di Borgogna   | Roberto II di Borgogna    |  |  |       |  |  |                |  |  |                        |  |
|                        |                       | Giovanna di Borgogna   | Agnese di Francia         |  |  |       |  |  |                |  |  |                        |  |
| Giovanna di Valois     |                       | Giovanna di Borgogna   |                           |  |  |       |  |  |                |  |  |                        |  |
|                        |                       | Giovanni I di Boemia   | Enrico VII di Lussemburgo |  |  |       |  |  |                |  |  |                        |  |
|                        |                       | Giovanni I di Boemia   | Enrico VII di Lussemburgo |  |  |       |  |  |                |  |  |                        |  |
|                        |                       | Giovanni I di Boemia   | Margherita di Brabante    |  |  |       |  |  |                |  |  |                        |  |
| Bona di Lussemburgo    |                       | Giovanni I di Boemia   |                           |  |  |       |  |  |                |  |  |                        |  |
|                        |                       | Elisabetta di Boemia   | Venceslao II di Boemia    |  |  |       |  |  |                |  |  |                        |  |
|                        |                       | Elisabetta di Boemia   | Venceslao II di Boemia    |  |  |       |  |  |                |  |  |                        |  |
|                        |                       | Elisabetta di Boemia   | Guta d'Asburgo            |  |  |       |  |  |                |  |  |                        |  |
|                        |                       | Elisabetta di Boemia   |                           |  |  |       |  |  |                |  |  |                        |  |